# Đại học nghiên cứu tổng hợp kỹ thuật quốc gia Irkutsk
| Tên tiếng Nga        | Иркутский национальный исследовательский технический университет                                       |
| Tên tiếng Anh        | Irkutsk National Research Technical University                                                         |
| Phương châm          | "Знания − для себя, достижения − для Отечества!" "Kiến thức - cho bản thân, thành công - cho Tổ quốc!" |
| Năm thành lập        | 1930                                                                                                   |
| Loại đại học         | Đại học Tổng hợp Nghiên cứu Kỹ thuật Quốc gia                                                          |
| Hiệu trưởng          | KORNIAKOV Mikhail Viktorovich                                                                          |
| Sinh viên            | 35700 (năm 2008)                                                                                       |
| Tiến sĩ khoa học     | 165 |
| Tiến sĩ chuyên ngành | 562 |
| Giảng viên           | 1102                                                                                                   |
| Cán bộ               | hơn 3000                                                                                               |
| Khu vực              | Thành phố Irkutsk, Liên bang Nga                                                                       |
| Địa chỉ              | 664074, Lermontov str. 83, Thành phố Irkutsk, Liên bang Nga                                            |
| Website              | istu.edu                                                                                               |

Đại học nghiên cứu tổng hợp kỹ thuật quốc gia Irkutsk, (Tiếng nga: Иркутский национальный исследовательский технический университет, viết tắt tiếng Nga: ИpНИТУ, viết tắt tiếng Anh: IrNITU) - một trong những trường đại học tổng hợp kỹ thuật lớn nhất của Liên bang Nga, được thành lập vào năm 1930.
Đại học nghiên cứu
tổng hợp kỹ thuật quốc gia Irkutsk (IrNITU) đứng đầu trong số
các trường đại học vùng của Nga theo sự đánh giá độc lập của "Hội kinh
doanh Nga" trong năm 2008. Theo một cuộc khảo sát của 300 công ty lớn nhất
của Liên bang Nga thì IrNITU chiếm vị trí thứ 11 trong số tất cả
các trường đại học trong cả nước và đứng đầu các trường đại học vùng Siberia và
Viễn Đông. Thời điểm năm 2006 trường có 33.560 sinh viên theo học, trong đó có 11.003
sinh viên diện ngân sách. Tháng 6 năm 2010, trường nằm trong nhóm "Các trường
đại học tổng hợp hàng đầu" của Liên bang Nga.
IrNITU bao gồm10 loại hình đào tạo khác nhau với 34 ngành và 86 chuyên ngành. Trường có một chi nhánh tại thành phố Sibirskoye và 21 văn phòng đại diện tại khu vực Irkutsk. Trong năm 2005, trường đã mở văn phòng đại diện tại Mông Cổ. Hiện nay trường đang đào tạo các lĩnh vực: kỹ thuật và công nghệ, xây dựng và kiến trúc, kinh tế và quản lý, giao thông vận tải, năng lượng, chế tạo máy năng lượng và kỹ thuật điện, khoa học máy tính, công nghệ nano, văn hóa và nghệ thuật, các ngành nhân văn và nhiều lĩnh vực khác. Trường còn tổ chức các chương trình giáo dục trung học và dạy nghề.
Đội ngũ cán bộ, nhân viên IrNITU hơn 3000 người, trong đó có 1102 giảng viên. Trong đó có 165 tiến sĩ khoa học và 562 tiến sĩ chuyên ngành.
Năm 2000 IrNITU thành lập “Công viên công nghệ, технопарк”, mà ngày nay bao gồm các trung tâm đào tạo, nghiên cứu và sản xuất, trung tâm dịch vụ CNTT, cơ cấu tổ chức vùng, một vườm ươm thương mại và 16 doanh nghiệp công nghệ cao.
Năm 2010 IrNITU chiến thắng trong cuộc thi thứ hai của chương trình phát triển các trường đại học tổng hợp với mục tiêu trở thành "Trường đại học nghiên cứu quốc gia".
Trong khuôn viên của trường Đại học có 10 tòa nhà giảng đường, 12 ký túc xá cho sinh viên, nhà ở của giáo viên, phòng khám, điều dưỡng, khu thể thao, cửa hàng, quán cà phê, nhà ăn và công viên công nghệ.

## Lịch sử
Nền tảng giáo dục kỹ thuật chuyên nghiệp tại vùng Irkutsk bắt đầu từ năm 1745 với việc mở ra trường hàng hải. Năm 1754 trường chuyển sang đào tạo lĩnh vực hàng hải và trắc địa. Năm 1789 trường sáp nhập với Trường trung cấp Nhân dân (Главноe народноe училищe) – một tổ chức giáo dục mức cao hơn, chuyên đào tạo về lĩnh vực kiến trúc, hình học, cơ học và vật lý.
Năm 1805, Trường trung cấp Nhân dân (Главноe народноe училищe) phát triển toàn diện hơn, lúc này nền giáo dục của trường đã có đủ thầm quyền như những trường tổng hợp. Tuy nhiên, việc đào tạo theo truyền thống  đã không thỏa mãn nhu cầu sử dụng chuyên gia trong các lĩnh vực khác nhau. Vì vậy, năm 1866 trường đã mở ra chương trình đào tạo về công nghệ. Thực hiện tích lũy tài chính cho công nghiệp khai thác vàng, đầu tư cho các nhà máy rượu mạnh.  Sau đó từ Trường trung cấp bán cổ điển đã phát triển thành một Trường kỹ thuật (1874) và Trường kỹ thuật công nghiệp (1890).
Năm 1888 để đào tạo cho các lĩnh vực gắn với nhu cầu thực tế, trường mở khóa đào tạo công nhân kỹ thuật đông cơ hơi nước, động cơ điện và các tổ hợp máy gia công. Mục tiêu cuối cùng của Trường kỹ thuật công nghiệp là tạo ra các chuyên gia các lĩnh vực có chất lượng cao nhất.
Năm 1893, Trường mở thêm các lĩnh vực đào tạo trung cấp chuyên nghiệp - Trường mỏ Irkutsk ra đời với nhiệm vụ chính là để quản lý, khai thác mỏ và luyện kim, đặc biệt là khai thác vàng. Thời gian đào tạo 4 năm.
Năm 1918, Trường được chuyển thành Trường kỹ thuật khai thác mỏ. Năm 1920 đổi tên Trường trung cấp bách khoa Irkutsk. Nhưng ngay sau đó phát triển thành Trường đại học bách khoa thực hành Irkutsk.
Tháng 8 năm 1923 Trường đại học bách khoa thực hành Irkutsk được tổ chức lại thành Trường đại học Bách khoa Đông Siberia do ảnh hưởng nặng nề từ nền kinh tế. Sau đó, Đại học Bách khoa Đông Siberia đã trở thành cơ sở cho việc mở ra Đại học Mỏ Siberia tại thành phố Irkutsk.
- Đại học mỏ (Горный институт)

Trong tháng 3 năm 1929 Irkutsk trở thành trung tâm của ngành công nghiệp khai thác vàng ở Siberia – do vậy công ty cổ phần Soyuzzoloto (Союззолото) từ Moskva đã chuyển hướng tiếp cận đến Siberia, tạo ra một Trung tâm khoa học và kỹ thuật chuyên nghiên cứu về vàng và bạch kim. Khi đó,  Đại học Mỏ là một trong những địa điểm quan trong nhất của thành phố, tọa lạc tại số 3 đường Lênin. Giám đốc đầu tiên được bổ nhiệm làm người đứng đầu bộ phận thăm dò địa chất của Trung tâm Soyuzzoloto (Союззолото) là S.V. Sergeev (С. В. Сергеев), phó giám đốc công tác giáo dục và khoa học - giáo sư G.V. Klyuchansky (Г. В. Ключанский).
Bên cạnh đó, mở ra
một Khoa giáo dục dự bị đại học của nhà trường đã đóng một vai trò quan trọng
trong việc hoàn chỉnh kỹ năng cho các giám đốc doanh nghiệp và đào tạo cấp tốc
có chất lượng cho nhiều loại hình giáo dục khác. 
- Đại học khai thác mỏ và luyện kim (Горно-металлургический институт)

Giai đoạn 1941-1945 là giai đoạn chiến tranh thế giới thứ 2. Nhiệm vụ của
nhà trường hết sức nặng nề và khó khăn. Tất cả mọi nghiên cứu, phát triển cũng
như chính sách đào tạo sinh viên đều ưu tiên phục vụ cho nền công nghiệp quốc
phòng của đất nước.
- Đại học bách khoa (Политехнический институт)

Ngày 19 tháng 3 năm 1960 Đại học khai thác mỏ và luyện kim được đổi tên thành
Đại học Bách khoa. Việc đổi tên mới này phản ánh xu thế phát triển đa ngành đa
lĩnh vực của trường trong mối quan hệ với nền kinh tế đang phát triển của đất
nước, đặc biệt là khu vực Đông Siberia, ở thời điểm này đã trở thành một công
trường xây dựng lớn. Đồng thời tổ chức xây dựng tại khu vực Angarsk, Bratsk,
Shelekhov, Bratsk nhà máy thủy điện, cụm công nghiệp lọc hóa dầu... đòi hỏi có những
chuyên gia có chất lượng được đào tạo chuyên sâu.
- Đại học tổng hợp kỹ thuật (Технический университет)

Nghị định số 6, ngày 30 tháng 11 năm 1994 và giấy phép số 16G - 082 ngày
6 tháng 3 năm 1994 của Uỷ ban Nhà nước Nga và sau đó giấy Chứng nhận xác nhận của
Cơ sở giáo dục (1997), Chứng nhận Nhà nước (1998) cho phép nhà trường tiến hành
các hoạt động giáo dục đa dạng từ dạy nghề, giáo dục trung học, đại học và sau
đại học.
- Đại học nghiên cứu tổng hợp kỹ thuật Quốc gia (Национальный исследовательский технический университет)

Ngày 20 tháng năm 2010 sắc lệnh của Bộ Giáo dục và Khoa học Liên bang
Nga số 461 ISTU nước đã trao tặng danh hiệu "Đại học nghiên cứu tổng hợp kỹ
thuật Quốc gia" và phê duyệt chương trình phát triển khoa học trong các
lĩnh vực ưu tiên sau đây:
1. Công nghệ cao địa chất (Высокоэффективные технологии недропользования).
2. Công nghệ cao chế tạo máy và thiết bị (Наукоемкие, высокоэффективные технологии производства машин и оборудования)
3. Hệ thống hỗ trợ đô thị và các khu vực dân cư thưa thớt (Наукоемкие системы жизнеобеспечения урбанизированных и малонаселённых территорий)
4. Công nghệ nano và vật liệu nano (Индустрия наносистем и наноматериалов).

## Tên gọi qua các thời kỳ
1930 — 1931: Đại học mỏ Siberia (Сибирский
горный институт)
1931:  Đại học khai thác mỏ và luyện kim các kim loại
màu, vàng, bạch kim (Горно-металлургический комбинат цветных
металлов, золота и платины)
1932: Đại học khai thác mỏ và luyện kim Siberia (Сибирский горно-металлургический
учебный комбинат)
1932 — 1933: Đại học mỏ Siberia (Сибирский горный институт Востокзолото)
1934 — 1935: Đại học kim loại màu và vàng Đông Siberia  (Восточно-Сибирский
институт цветных металлов и золота)
1935 — 1937: Đại học  mỏ của Liên Xô NKTP  Đông Siberia mang tên A.P. Serebrovsky (Восточно-Сибирский
горный институт НКТП СССР им. А. П. Серебровского)
1938 — 1960: Đại học mỏ và luyện kim Irkutsk (Иркутский
горно-металлургический институт)
1960 — 1992: Đại học Bách khoa Irkutsk (Иркутский
политехнический институт)
1993 — 2015: Đại học tổng hợp kỹ thuật Quốc gia Irkutsk (Иркутский государственный технический университет)
2015: Đại học nghiên cứu tổng hợp kỹ thuât Quốc gia Irkutsk (IrNITU) (Иркутский национальный исследовательский
технический университет (ИpНИТУ)

## Xếp hạng
Trong năm 2014 cơ quan "Expert RA" gồm các trường đại học
trong danh sách các cơ sở giáo dục cao nhất của Cộng đồng các quốc gia độc lập
xếp hạng trường thuộc loại «D».

## Các trường đại học thành viên trực thuộc IrNITU (ИpНИТУ)
1. Đại học chế tạo máy, hàng không và giao thông (Институт авиамашиностроения и транспорта)
2. Đại học kiến trúc và xây dựng (Институт архитектуры и строительства)
3. Đại học nghệ thuật, khoa học xã hội và nhân văn (Институт изобразительных искусств и социально-гуманитарных наук)
4. Đại học công nghệ thông tin E.I. Popova (Институт кибернетики им. Е. И. Попова)
5. Đại học luyện kim và công nghệ hóa học S.B. Leonov (Институт металлургии и химической технологии им. С. Б. Леонова)
6. Đại học địa chất (Институт недропользования)
7. Đại học kỹ thuật thực phẩm và công nghệ sinh học (Институт пищевой инженерии и биотехнологии)
8. Đại học kinh tế, quản lý và luật (Институт экономики, управления и права)
9. Đại học năng lượng (Институт энергетики)
10. Đại học vật lý kỹ thuật (Физико-технический институт)

## Các khoa trực thuộc IrNITU (ИpНИТУ)
1. Khoa Ngôn ngữ học ứng dụng (Факультет прикладной лингвистики)
2. Khoa học hỗ trợ đào tạo (Факультеты дополнительного образования)
3. Khoa đào tạo từ xa (Заочно-вечерний факультет)
4. Khoa quốc tế, khoa dự bị (Международный, подготовительный факультет)
5. Khoa đào tạo sau đại học (Факультет послевузовского обучения)
6. Khoa đào tạo trung cấp nghề (Факультет среднего профессионального образования)
7. Trường trung cấp khảo sát địa chất (Геолого-разведочный техникум)
8. Cao đẳng chế tạo máy (Машиностроительный колледж)
9. Trung cấp công nghệ hóa học (Усольский химико-технологический техникум)

## Các trung tâm đào tạo và nghiên cứu khoa học
1. Trung tâm nghiên cứu cơ bản IrNITU (Центр фундаментальных исследований ИpНИТУ)
2. Trung tâm công nghệ nano Baikal (Байкальский центр нанотехнологий)
3. Thư viện với 1.192.870 đơn vị lưu trữ khoa học nằm trên diện tích 3000 m² (Научная библиотека c 1 192 870 единиц хранения, расположенными на площади в 3000 м²)
4. Bảo tàng lịch sử IrNITU (Музей истории ИpНИТУ)
5. Bảo tàng khoáng sản - lớn nhất trong những bảo tàng khoáng vật học Urals (Музей минералогии — крупнейший за Уралом минералогический музей)
6. Bảo tàng quân sự (Музей боевой славы)
7. Bảo tàng lịch sử máy tính (Музей истории вычислительной техники)
8. Kênh TV-23 phát sóng các chương trình giáo dục và đào tạo cho những chuyên gia tương lai (Телеканал ТВ-23 для вещания образовательных программ и обучения будущих специалистов телевидения)
9. Chi nhánh của IrNITU tại Sibirskoye

## Hoạt động quốc tế
IrNITU là một trong những trường đại học đầu tiên ở Siberia hội nhập với giáo dục, khoa học, không gian văn hóa và thông tin quốc tế với các trường đại học tổng hợp ở châu Âu, thống nhất nghiên cứu,
giáo dục, đổi mới, với các tổ chức khác ở Nga, châu Âu và châu Á. Trong đó đã mở
ra các tổ chức:
1. Khoa kỹ thuật Siberia - Đức mục đích hỗ trợ đào tạo các sinh viên chương trình thạc sĩ tốt nghiệp theo các tiêu chuẩn của Nga và Đức.
2. Khoa quốc tế (Khoa dự bị) đào tạo hỗ trợ các sinh viên nước ngoài cấp theo sự cho phép của Bộ Giáo dục và Khoa học Liên bang Nga
3. Dự án TEMPUS-TACIS để phát triển các chương trình đào tạo cử nhân, thạc sĩ theo tiêu chuẩn quốc tế
4. Trung tâm khu vực công nhận các văn bản giáo dục tiêu chuẩn quốc tế
5. Tổ chức các cuộc trao đổi Hàn lâm Đức (DAAD)
6. Trung tâm văn hóa và giáo dục Hàn Quốc

## Giảng viên nổi tiếng và cựu sinh viên
1. Mashkin, Gennady Nikolaevich (Машкин, Геннадий Николаевич), (1936-2005) – tốt nghiệp năm 1959. Ông là nhà văn, nhà báo, nhà địa chất học, tác giả của cuốn tiểu thuyết “Biển xanh, con tàu màu trắng.” (“Синее море, белый пароход”)
2. Khvorostukhin, L. A. (Хворостухин, Лев Алексеевич), (1926-2010) – tốt nghiệp năm 1949. Một nhà khoa học trong lĩnh vực công nghệ sản xuất động cơ máy bay, được vinh danh nhà khoa học của РСФСР, giáo sư danh dự "MATI" – Đại học RGTU mang tên Tsiolkovsky;
3. Tsukanov, G.I. (Цуканов, Геннадий Ильич), (sinh năm 1946) – tốt nghiệp năm 1969. Tổng giám đốc Công ty cổ phần "Ulan-Ude Shipyard" chuyên về đóng tàu, kỹ sư xuất sắc nước Cộng hòa tự trị Buryat thuộc Liên bang Nga.
4. Serbia, Viktor Solomonovich (Сербский, Виктор Соломонович), (1933-2011) – tốt nghiệp năm 1955. Ông là nhà thơ, nhà sưu tập thư viện độc đáo các tác phẩm thơ ca Nga.
5. Bochkarev Ellyn Petrovich (Бочкарев Эллин Петрович), (1926-2007) – tốt nghiệp năm 1948. Ông là chuyên gia về luyện kim của Nga; thành viên của Viện Hàn lâm Khoa học Nga (1991); thành viên của Viện Hàn lâm Khoa học Liên Xô (từ năm 1981). Ông có nhiều đóng góp lớn trên lĩnh vực công nghệ các kim loại hiếm và vật liệu bán dẫn. Giải thưởng Lênin (1964). Giám đốc của Đại học "Giredmet" (Moscow) từ 1973 đến 2002.